# Adaora Adimora
Adaora Alise Adimora (Manhattan, 5 de mayo de 1956-1 de enero de 2024) fue una científica, doctora y académica estadounidense. Profesora distinguida de Medicina Sarah Graham Kenan y profesora de Epidemiología en la Facultad de Medicina de la Universidad de Carolina del Norte. Su investigación se centró en la transmisión del virus de la inmunodeficiencia humana (VIH), así como otras infecciones de transmisión sexual (ITS), entre poblaciones minoritarias. Su trabajo destacó la importancia de los determinantes sociales de la transmisión del VIH y la necesidad de intervenciones estructurales para reducir el riesgo. En 2019, se convirtió en miembro electa de la Academia Nacional de Medicina en reconocimiento a sus contribuciones.

## Biografía
Adimora se crio en Manhattan. Su madre era administradora de enfermería y su padre era médico. Asistió a la Universidad de Cornell, donde recibió su licenciatura en Artes en 1977. Luego asistió a la Facultad de Medicina de la Universidad de Yale, donde recibió su doctorado en Medicina en 1981. Comenzó su pasantía en Medicina Interna en el Hospital de la Ciudad de Boston. Cuando comenzó la escuela de medicina, inicialmente estaba interesada en convertirse en psiquiatra, pero luego de su pasantía, decidió completar su residencia en enfermedades infecciosas. Posteriormente se mudó a la ciudad de Nueva York para completar su beca en el Centro Médico Montefiore / Facultad de Medicina Albert Einstein en 1986, y luego se convirtió en médica en la División de Enfermedades Infecciosas del Harlem Hospital Center. En 1993, completó su Maestría en Epidemiología de la Escuela de Salud Pública Global UNC Gillings.

## Investigación y carrera
En 1989, Adimora se convirtió en profesor asistente clínico de Medicina en la Universidad de Carolina del Norte en Chapel Hill. En 2003, se convirtió en la primera mujer negra en la división de Enfermedades Infecciosas de la Universidad de Carolina del Norte en recibir la titularidad. 

### Investigación
El programa de investigación de Adimora se centró en comprender los patrones de transmisión del VIH / SIDA entre los afroamericanos heterosexuales y destacó el papel que juegan las fuerzas económicas y sociales en la epidemia del VIH. En su trabajo, señaló la importancia de los patrones de redes sexuales en la propagación de la infección. En un estudio de 2007, usó datos de la Encuesta Nacional de Crecimiento Familiar, en la que una cohorte de casi cinco mil hombres informaron sobre su actividad sexual, y encontró que aproximadamente uno de cada diez hombres tiene parejas sexuales concurrentes, lo que puede aumentar la tasa a la que sexualmente las infecciones transmitidas como el VIH pueden propagarse.
Adimora también aplicó su experiencia en investigación para desarrollar soluciones políticas basadas en evidencia para prevenir la propagación del VIH. En 2018, desarrolló una propuesta para cambiar la forma en que se abordan los ensayos clínicos para la prevención del VIH entre las poblaciones que tienen una menor incidencia de la infección. Ensayos clínicos aleatorizados, que requieren miles de participantes, son el estándar de oro para determinar la efectividad de un tratamiento. Sin embargo, si la cantidad de personas que tienen una afección en particular es baja, como ocurre con las afecciones que afectan a las poblaciones minoritarias, no es posible realizar ensayos clínicos aleatorios. Para tales casos, Adimora y sus colegas propusieron un nuevo método para estimar la efectividad de los medicamentos mediante la combinación de datos clínicos y farmacológicos de ensayos clínicos tradicionales con los recopilados de estudios más pequeños.